# カントリー牧場
カントリー牧場（カントリーぼくじょう）は、1963年から2012年まで北海道日高郡新ひだか町にあったサラブレッド競走馬の生産牧場である。
実業家の谷水信夫が1963年に創業、生産馬に対して厳しい鍛錬を課す育成方針で、1960年代後半から1970年代前半までにマーチス、タニノハローモア、タニノムーティエ、タニノチカラといった八大競走優勝馬を生産した。1973年より息子の谷水雄三が後を継ぎ、この頃から一時成績が低迷したが、2000年代に入って再びタニノギムレット、ウオッカ、ビッグウィークといったGI級競走優勝馬を輩出した。ウオッカは2011年にJRA顕彰馬に選出されている。
オーナー名義とその家族および牧場名義で馬主も兼ねるオーナーブリーダーである。所有馬には「タニノ」という冠名を使用していたが、2000年代半ばからはウオッカとビッグウィークに代表される冠名不使用の馬も数々見られた。牧場としての勝負服色は「黄、水色襷、袖水色縦縞」。

## 歴史

### 創業 - 「谷水式ハードトレーニング」の展開
1963年、ゴルフ場経営を主業とするタニミズ企画代表・谷水信夫が北海道静内町（現・新ひだか町）に30ヘクタールの土地を購買し、カントリー牧場を創業。牧場名は谷水が創業したゴルフ場・皇子山カントリークラブに由来する。谷水は競走馬に対して「鍛え抜いて強くする」という信念を抱いており、創立当初から生産馬に厳しいトレーニングを課す育成方針を採用した。その内容は牧場で毎日3000-4000mの調教を行うという猛烈なもので、時に育成が原因で馬が死亡することもあった。こうした育成方法は巷間に「谷水式ハードトレーニング」と呼ばれた。二代目場長の西山清一によれば、信夫は「豚を持ってきても走るようにしろ」と冗談を言っていたという。
1968年、創業2年目の生産馬からマーチスが皐月賞、タニノハローモアが東京優駿（日本ダービー）を制した。1970年にはタニノムーティエが皐月賞と日本ダービーを連覇し、クラシック二冠を達成。同馬の同期生産馬は11頭、ほか谷水が他場から購買した馬が同期に10頭存在したが、無事にデビューを迎えたのはタニノムーティエを含めて5頭のみであった。
カントリー牧場は創業10年で中央競馬において一時代を築いていたが、タニノムーティエ二冠達成から2年後の1972年、谷水信夫が交通事故で急死。以後の牧場経営は、長男の谷水雄三に引き継がれた。本業のゴルフ場経営に多忙を極めていた雄三は、「8割方馬をやめなければならない」という心積もりでいたが、この後、タニノムーティエの半弟（異父弟）であるタニノチカラが天皇賞（秋）と有馬記念を制したことで競馬の魅力を再確認し、牧場は雄三の元で継続された。

### 低迷期
跡を継いだ雄三は、繋養牝馬の数を続々と増やしていったが、タニノチカラが出た後からカントリー牧場の成績は急速に落ち込み、1974年に3位であったランキングは、1980年には97位まで下落した。
谷水親子と協力関係にあった調教師の戸山為夫は、馬が増えたことによって牧場の土壌が痩せ、栄養価に乏しい牧草を食べて育つ馬がトレーニングに耐えられなくなったことを不振の要因として挙げており、馬の数を減らすよう雄三に進言したが、当時は聞き入れられなかったとしている。また雄三も後年、無計画に馬の数を増やしたことについて「大失敗をしでかした」と語っている。生産牝馬を競走馬として使った後、みな牧場に戻したことで繋養馬の血統が似通ったものになっていったこと、繋養牝馬の多くに交配したタニノムーティエが、種牡馬としては失敗に終わったことも、不振の要因であった。ただし、低迷期にあっても重賞勝ち馬は散発的に出しており、雄三は「言われるほど悪くなかったが、先代の時代が華やかすぎた」と語っている。
改革のきっかけを作ったのは、戸山の師匠・武田文吾であった。武田は牧場を訪れた際、繋養馬がみな放牧地の外にある草を食べようとしている様子を見て取り、「草に味も栄養もなく不味いからだ。馬にかわいそうなことをしてはだめだ」と雄三を諫めた。これを受けて雄三も翻意し、土壌改良と繋養牝馬の整理が始められた。このとき他場に放出された牝馬には、後にカツラギエース、ラビットボールの母となったタニノベンチャがいる。1991年には静内町豊畑に新たに繁殖用途専用の分場を設置。繁殖牝馬の数は18以上に増やせないよう、馬房数を限定した厩舎が設営された。牝馬の数を抑えたことで、種牡馬の種付け料に割ける予算が増え、その質が上げることができるという効果もあった。

### 復興
2002年、タニノギムレットが日本ダービーを制し、雄三は父・信夫と二代に渡るダービーオーナー・ブリーダーとなった。GI級競走の優勝はタニノチカラ以来28年ぶりの出来事であった。同馬は日本ダービーの後に屈腱炎を発症して引退し、種牡馬となった。
2007年、タニノギムレットの娘であるカントリー牧場生産馬・ウオッカが、牝馬として64年ぶりとなる日本ダービー制覇を達成。父娘による初めての日本ダービー優勝であり、同時にカントリー牧場は当時史上最多タイとなる日本ダービー4勝目を挙げた。その後ウオッカは天皇賞（秋）、2度の安田記念、日本調教牝馬として初のジャパンカップ優勝など計7つのGI級競走を制覇し、2008年・2009年と牝馬として史上初となる2年連続の年度代表馬に選出された。2010年にはビッグウィークが菊花賞に優勝、牧場は開業47年目にしてクラシック三冠競走完全制覇を果たした。2011年にはウオッカが史上29頭目、牝馬では4頭目のJRA顕彰馬に選出されている。

### 牧場事業の撤退
ウオッカが引退した2010年ごろより雄三は体力の低下を感じ、オーナーブリーダーとして長期的展望に基づく活動はできなくなると考えはじめた。ビッグウィークの活躍により牧場の整理は延びたが、2012年2月9日に栗東トレーニングセンターで記者会見を開き、カントリー牧場を3月で解散することを正式に発表。アイルランドで繋養中のウオッカとその産駒を除く所有馬は岡田スタッドへ、諸施設は千代田牧場へ売却されることも合わせて発表した。雄三は後日の取材において自身のカントリー牧場での活動を総括し次のように語った。

## 主な生産馬
※★印は谷水信夫、◆印は谷水雄三、◎印はカントリー牧場所有馬。マーチスは伊藤修司を介して大久保常吉に売却されている。
八大競走・GI級競走優勝馬
- マーチス（1965年産 1968年皐月賞など重賞8勝）
- タニノハローモア（1965年産 1968年東京優駿など重賞4勝）★
- タニノムーティエ（1967年産 1970年皐月賞、東京優駿など重賞7勝）★
- タニノチカラ（1969年産 1973年天皇賞・秋 1974年有馬記念など重賞6勝）★◆
- タニノギムレット（1999年産 2002年東京優駿など重賞4勝）◆
- ウオッカ（2004年産 2006年阪神ジュベナイルフィリーズ 2007年東京優駿 2008年安田記念、天皇賞・秋 2009年ヴィクトリアマイル、安田記念、ジャパンカップなど重賞8勝）◆
- ビッグウィーク（2007年産 2010年菊花賞）◆

その他重賞競走優勝馬
- タニノモスボロー（1967年産 1970年京都4歳特別）★
- タニノチェスター（1972年産 1977年阪神大賞典）◆
- タニノテスコ（1975年産 1980年京阪杯、1981年阪神牝馬特別）◆
- タニノブーケ（1982年産 1984年デイリー杯3歳ステークス）◆
- タニノスイセイ（1983年産 1988年朝日チャレンジカップ、1989年北九州記念）◎
- タニノターゲット（1986年産 1988年ラジオたんぱ杯3歳牝馬ステークス）◆
- タニノボレロ（1988年産 1992年新潟記念）◆
- タニノクリエイト（1992年産 1995年神戸新聞杯）◆
- タニノマティーニ（2000年産 2008年キーンランドカップ）◆

## 主な繋養馬
繁殖牝馬
- タニノクリスタル（タニノギムレットの母）
- タニノシスター（ウオッカの母）

## 歴代代表者
1. 西山末吉
2. 西山清一
3. 西山貴司

牧場代表者は場長を兼ねる。初代の西山末吉は、鉄道機関士から畑作・畜産を兼業する農家に転業、さらに競走馬生産に転じた経歴を持ち、カントリー牧場の開場以前から谷水の所有馬を預託されていた縁で場長として招かれた。馬生産を始めてから日が浅かったため、周囲の生産者からはハードトレーニングに対して「これだから素人は怖い」と揶揄されていた。二代目の清一は末吉の息子で、ハードトレーニングから基礎体力を重視する育成への転換、土壌改良などを手掛けた。三代目の貴司は清一の息子であり、1990年代前半から代表に就いた。